# غنم (روستا)
 غنم  (در عربی:  غَنَم )
نام روستایی است در عزلهٔ (مخلاف العود)، در دهستان الغُربان از توابع استان 
عَدَن در کشور یمن در شبه جزیره عربستان. 

## جمعیت
جمعیت آن (۸۸ ) نفر (۱۴ خانوار) می‌باشد.